# Стара Загосць
Стара Загосць (пол. Stara Zagość) — село в Польщі, у гміні Пінчів Піньчовського повіту Свентокшиського воєводства.
Населення — 346 осіб (2011).
У 1975-1998 роках село належало до Келецького воєводства.

## Демографія
Демографічна структура на день 31 березня 2011 року:
|          | Загалом | Допрацездатний вік | Працездатний вік | Постпрацездатний вік |
| -------- | ------- | ------------------ | ---------------- | -------------------- |
| Чоловіки | 177     | 37                 | 122              | 18                   |
| Жінки    | 169     | 36                 | 93               | 40                   |
| Разом    | 346     | 73                 | 215              | 58                   |